# Bursa bufonia
Bursa bufonia är en snäckart som först beskrevs av Gmelin 1791.  Bursa bufonia ingår i släktet Bursa och familjen Bursidae. Inga underarter finns listade i Catalogue of Life.